# Hirtshals
Hirtshals és una localitat situada en el municipi de Hjørring, regió de Jutlandia Septentrional, Dinamarca. Té una població estimada, a inicis de 2024, de 5.434 habitants.
La localitat va sorgir al voltant del port, que va ser construït entre el 1919 i el 1931 sota la direcció de l'enginyer Jørgen Fibiger. El port va ser ampliat l'any 1966 per convertir-se en un dels ports pesquers més grans de Dinamarca. També compta amb ferris que possibiliten viatjar a Noruega i a les illes Faroe.
L'atracció més popular de la localitat és l'Oceanari de la Mar del Nord.
La seva ubicació en la Mar del Nord va fer que la ciutat comptés molt aviat amb un far.